# SV Dynamo (Apeldoorn)
Sportvereniging Dynamo is een volleybalvereniging uit Apeldoorn, Gelderland, Nederland. Het is de op een na grootste volleybalclub van Nederland, na Alterno (eveneens uit Apeldoorn).
Het eerste mannenteam speelt op het hoogste niveau in Nederland, de Eredivisie. Het eerste vrouwenteam promoveerde in het seizoen 2010/2011, middels het kampioenschap in de toenmalige B-League, naar de Eredivisie.

## Algemeen
De "Christelijke Volleybalvereniging Dynamo" ontstond op 1 juli 1967 uit een fusie tussen de verenigingen CVVA, CVV DES en VV Volley.
In 1986 werd de kledingzaak Piet Zoomers uit het naburige dorp Wilp hoofdsponsor van het bedrijf. De naam van de club veranderde naar Piet Zoomers/Dynamo, later Piet Zoomers/D. Spelers en supporters bleven meestal nog simpelweg van Dynamo spreken. In april 2008 maakte Piet Zoomers bekend de samenwerking met de volleybalclub in het voorjaar van 2009 te verbreken. De club heet vanaf juli van dat jaar weer "SV Dynamo". In september 2010 maakte Dynamo bekend een nieuwe sponsor voor het eerste herenteam te hebben gevonden: het plaatselijke aannemingsbedrijf Draisma. Dit team zal door dit contract wederom met een nieuwe naam naar buiten treden: Draisma Dynamo. De club (en dientengevolge alle overige teams) blijft gewoon SV Dynamo heten.
Het herenteam van Dynamo werd in 1991 voor het eerst landskampioen. In het seizoen 1991/92 speelde Dynamo voor het eerst Europees. Dynamo speelde vervolgens 22 seizoenen onafgebroken in Europese toernooien, daar kwam pas een einde aan toen de club als vierde eindigde in het seizoen 2011/12. In 2003 won Dynamo de Europese Top Teams Cup. Dit is het grootste succes uit de clubhistorie. De organisatie van de final four competitie was dat jaar door de CEV aan Dynamo toegewezen.
In het seizoen 2007-2008 maakte Dynamo zijn debuut in het hoofdtoernooi van de CEV Champions League, waarin het in de groepsfase laatste werd met één overwinning. 
De club heeft in 2008 de nieuwe topsporthal, Omnisport Apeldoorn, in gebruik genomen. Ook wel bekend als de Draisma Dynamo Arena.

## Selectie Heren 1
| No. | Naam              | Positie         |
| --- | ----------------- | --------------- |
| 2   | Jeroen Rauwerdink | Passer/loper    |
| 3   | Joris Berkhout    | Spelverdeler    |
| 5   | Sjors Tijhuis     | Middenaanvaller |
| 6   | Nico Manenschijn  | Middenaanvaller |
| 7   | Frits van Gestel  | Passer/loper    |
| 8   | Yannick Bak       | Passer/loper    |
| 9   | Ricardo Hofman    | Passer/loper    |
| 10  | Stijn de Ruijter  | Diagonaal       |
| 14  | Robin Boekhoudt   | Middenaanvaller |
| 18  | Duco Krook        | Middenaanvaller |
| 19  | Daan Haanappel    | Spelverdeler    |
| 20  | Jeffrey Klok      | Libero          |
| 21  | Martijn Brilhuis  | Diagonaal       |

Coach: Redbad Strikwerda
Assistent-coach: Renzo Verschuren

## Erelijst
| Competitie                      | Mannen                                                                                   | Vrouwen |  |
| ------------------------------- | ---------------------------------------------------------------------------------------- | ------- |  |
| Landskampioen                   | 1991, 1993, 1994, 1995, 1996, 1997, 1999, 2001, 2003, 2007, 2008, 2010, 2021, 2022, 2023 |         |  |
| Kampioen Topdivisie (2e niveau) |                                                                                          | 2011    |  |
| Bekerwinnaar                    | 1993, 1994, 1996, 2000, 2002, 2008, 2009, 2010, 2011, 2019                               |         |  |
| Supercup                        | 1993, 1995, 1996, 2000, 2001, 2007, 2008, 2010, 2021, 2023                               |         |  |
|                                 |                                                                                          |         |  |
| Europese Top Teams Cup          | 2003                                                                                     |         |  |